# Enicospilus burgosi
Enicospilus burgosi är en stekelart som beskrevs av Ian D. Gauld 1988. Enicospilus burgosi ingår i släktet Enicospilus och familjen brokparasitsteklar. Inga underarter finns listade i Catalogue of Life.